# La Salle (Vall d'Aosta)
La Salle (arpità La Sâla) és un municipi italià, situat a la regió de Vall d'Aosta. L'any 2007 tenia 2.018 habitants. Limita amb els municipis d'Avise, Courmayeur, La Thuile, Morgex i Saint-Rhémy-en-Bosses.

## Administració

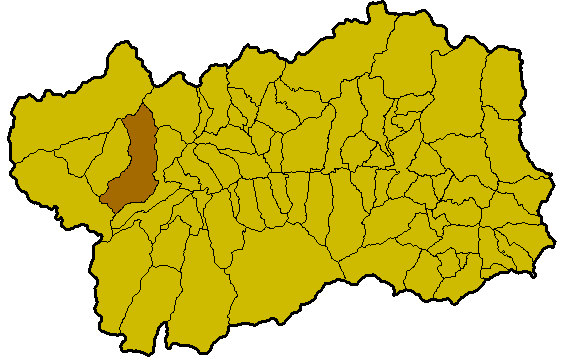
Situació de La Salle a la Vall

| Període | Identitat       | Partit        |
| ------- | --------------- | ------------- |
| 2005-   | Cassiano Pascal | Llista cívica |